# Atentados em Maiduguri em 2017
Atentados em Maiduguri em 2017 foi uma série de bombardeios que ocorreram em três locais na área do campo de Muna Garagem de Maiduguri, Nigéria. As explosões ocorreram no campo de refugiados internos Muna Garage.
Os ataques, desencadeados por cinco pessoas em locais diferentes, resultaram na morte de pelo menos 8 pessoas e em 20 pessoas feridas. Entre os mortos estavam quatro suspeitos dos bombardeiros e quatro refugiados nigerianos.